# Hank Jones

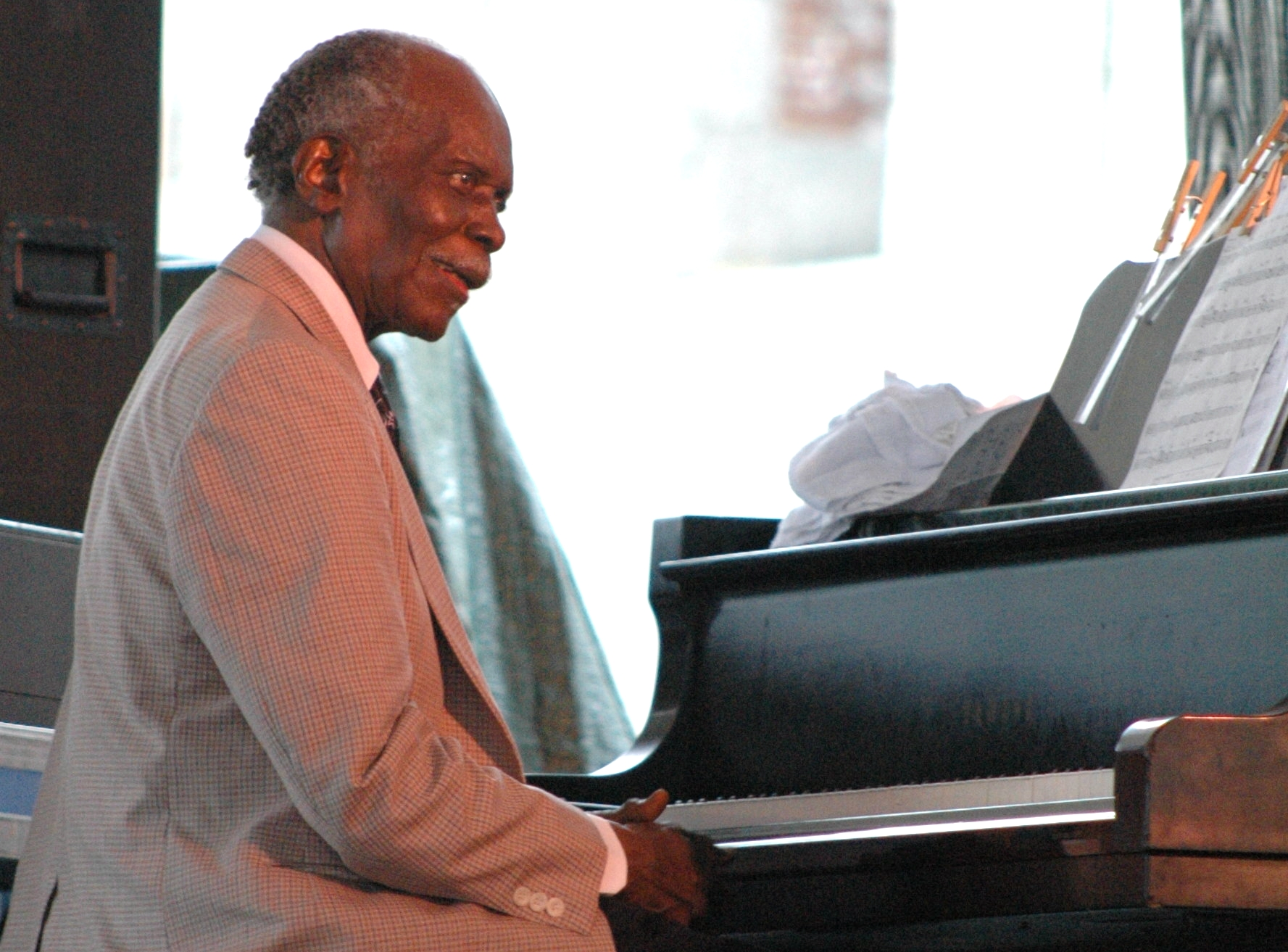
Hank Jones na Newport Jazz Festival 2005

Henry W. Jones, jr (ur. 31 lipca 1918 w Vicksburgu, zm. 16 maja 2010 w Nowym Jorku) – afroamerykański muzyk jazzowy, pianista, aranżer, kompozytor i bandlider. Uhonorowany Narodowym Medalem Sztuk i NEA Jazz Masters Award. Brat jazzmanów: Thada i Elvina.

## Życiorys
Urodził się na Południu Stanów Zjednoczonych, ale dorastał w Pontiac w stanie Michigan, gdzie jego ojciec, Henry senior, diakon w Kościele Baptystów, inspektor ds. drewna oraz bluesowy gitarzysta-amator, kupił trzykondygnacyjny, murowany dom. Był najstarszy z sześciorga rodzeństwa i już w dzieciństwie nazywano go „Hankiem”. Rodzina była bardzo muzykalna, ale blues i jazz, mimo młodzieńczych zainteresowań ojca, nie należały do ulubionych gatunków w domu. Jego matka, Olivia, śpiewała pieśni religijne i grała na fortepianie. Grały na nim również jego dwie siostry. Natomiast dwaj bracia tak jak on zostali muzykami jazzowymi: Thad – trębaczem, a Elvin – perkusistą. Od dzieciństwa pobierał lekcje klasycznej gry na fortepianie. Jak twierdził: „Nigdy nie ćwiczyłem z własnej woli, musieli mnie przymuszać”. Natomiast chętnie słuchał bluesa oraz nagrań pianistów jazzowych: Arta Tatuma, Fatsa Wallera, Duke’a Ellingtona, Earla Hinesa i Teddy’ego Wilsona. Mając trzynaście lat zaczął występować w lokalnych orkiestrach, jeżdżących z koncertami do miast w Michigan i Ohio. Podczas jednego z wyjazdów poznał saksofonistę Lucky’ego Thompsona, który w 1944 rekomendował go do pracy w zespole trębacza i wokalisty „Hot Lips” Page’a w nowojorskim klubie Onyx.
Po przyjeździe do Nowego Jorku często słuchał muzyków bebopowych oraz doskonalił swój warsztat pianistyczny, adaptując się do nowej stylistyki. W tym czasie grał w zespołach Johna Kirby’ego, Colemana Hawkinsa, Andy’ego Kirka, Billy’ego Eckstine’a i Howarda McGhee. Od 1947 do 1951 występował z grupą muzyków na koncertach Jazz at the Philharmonic, organizowanych przez Normana Granza. Dzięki nim został pianistą w zespole Elli Fitzgerald, pracując z nią w latach 1948–1953. W 1952 i 1953 dokonał również nagrań z Charlie’em Parkerem. Zdobyte doświadczenia sprawiły, że zdaniem krytyków „jego pianistyka stała się wyrafinowana, elokwentna, liryczna i nieskazitelna”.
Później współpracował z takimi artystami jak Benny Goodman, Artie Shaw, Milt Jackson i Cannonball Adderley. Jego nabyta z biegiem czasu wszechstronność przydała mu się jako sidemanowi związanemu przez siedemnaście lat (1959–1975) z orkiestrami koncernu CBS. Grał w studyjnej grupie muzycznej występującej w „The Ed Sullivan Show” i akompaniował m.in. Frankowi Sinatrze. W tym czasie współpracował także z zespołami scenicznymi z Broadwayu, zarówno jako pianista jak i dyrygent. Uczestniczył m.in. w inscenizacji musicalu Ain’t Misbehavin. 19 maja 1962 akompaniował aktorce Marilyn Monroe w słynnym wykonaniu piosenki Happy Birthday, Mr President, którą zaśpiewała dla Johna Fitzgeralda Kennedy’ego w nowojorskiej sali Madison Square Garden z okazji przypadających za dziesięć dni jego urodzin. Od 1966 był stałym pianistą w Thad Jones/Mel Lewis Orchestra, big-bandzie współprowadzonym przez jego brata.
Pod koniec lat 70. oraz w następnym dziesięcioleciu intensywnie nagrywał jako solista, w duetach z innymi pianistami (Johnem Lewisem i Tommym Flanaganem) oraz szeregiem małych zespołów, zwłaszcza z The Great Jazz Trio. Grupa przyjęła swoją nazwę w 1976, kiedy podjął pracę w nowojorskim klubie The Village Vanguard. Przez kilka lat istnienia w składzie zespołu pojawili się:  kontrabasiści – Ron Carter, Buster Williams, Eddie Gómez oraz perkusiści – Tony Williams, Al Foster i Jimmy Cobb. Trio nagrywało także z trębaczem Artem Farmerem, saksofonistą Bennym Golsonem i wokalistką Nancy Wilson. W 1994 wziął udział w projekcie kontrabasisty Charlie’ego Hadena i razem z nim nagrał album pt. Charlie Haden & Hank Jones – Steal Away – Spirituals, Hymns and Folk Songs. W następnym roku uczestniczył w nagraniach muzyki Afro-pop, realizowanych przez zespół The Mandinkas z Mali. Ukazały się one na płycie „Sarala”.
W swojej długoletniej karierze nagrał ponad sześćdziesiąt albumów jako lider oraz kilkakrotnie więcej jako sideman. Za swoje dokonania otrzymał liczne nagrody i wyróżnienia.
Zmarł po krótkiej chorobie w Calvary Hospital, hospicjum zlokalizowanym w nowojorskiej dzielnicy Bronx. Miał 91 lat.

## Życie prywatne
Jego żona miała na imię Theodosia. Byli ze sobą do jego śmierci.

## Dyskografia

### Jako lider lub współlider
- 1948 Hank Jones’ Be-bop Piano (Mercury)
- 1951 Night Music – Hank Jones–Milt Jackson–James Moody–Howard McGhee–Dodo Marmarosa (Dial Records)
- 1952 A Date With... James Moody–Howard McGhee–Milton Jackson–Ray Brown–Hank Jones–J.C. Heard (Vogue Records)
- 1955
  - The Jazz Trio of Hank Jones (Savoy)
  - Bluebird (Savoy)
  - The Hank Jones Quartet-Quintet (Savoy)
- 1956
  - Have You Met Hank Jones (Savoy)
  - Hank Jones’ Quartet (Savoy)
  - The Rhythm Section – Milt Hinton–Osie Johnson–Hank Jones–Barry Galbraith (Epic)
  - Urbanity (Clef)
- 1958
  - Keepin’ Up with the Joneses – The Jones Brothers (Metro Jazz)
  - The Talented Touch (Capitol)
- 1959 Porgy and Bess – Swingin’ Impressions by Hank Jones (Capitol)
- 1962 Hank Jones and Dean Kay – Arrival Time (RCA)
- 1964 This Is Ragtime Now! (ABC/Paramount)
- 1966 Happenings (Impulse! Records)
- 1977
  - Just for Fun (Galaxy)
  - ’Bop Redux (Muse Records)
- 1978
  - Groovin’ High (Muse)
  - The Great Jazz Trio – At The Village Vanguard (East Wind)
  - Compassion (Black & Blue)
- 1979 Hank Jones – Ain’t Misbehavin’ (Galaxy)
- 1992 Hank Jones – Handful of Keys – The Music of Thomas „Fats” Waller (Gitanes)
- 1993 Upon Reflection (Verve)
- 1994 Upon Reflection – The Music of Thad Jones (Verve)
- 1995
  - Hank Jones with Cheick-Tidiane Seck & The Mandinkas – Sarala (Verve/Gitanes)
  - Charlie Haden & Hank Jones – Steal Away – Spirituals, Hymns and Folk Songs (Verve)
- 2005 For My Father (Justin Time)
- 2006 Hank Jones–Christian McBride–Jimmy Cob – West of 5th (Chesky Records)

### Jako sideman
Z Cannonnballem Adderleyem
- 1959 Somethin’ Else (Blue Note)

Z Ellą Fitzgerald
- 1962 Ella Fitzgerald – Rhythm Is My Business (Verve)

z Curtisem Fullerem
- 1957 New Trombone (Prestige)
- 1962 Cabin in the Sky (Impulse!)

Z Dizzym Gillespiem
- 1960 A Portrait of Duke Ellington (Verve)
- 1975 The Bop Session – Dizzy Gillespie–Sonny Stitt–John Lewis–Percy Heath–Max Roach–Hank Jones (Sonet)

Z Jazz at the Philharmonic
- 1949 Norman Granz’ Jazz at the Philharmonic Vol. 9 (Mercury/Verve)
- 1965 JATP – Highlights from Jazz at the Philharmonic (Verve)
- 1972 Norman Granz’ Jazz at the Philharmonic – J.A.T.P. in Tokyo – Live at the Nichigeki Theatre 1953 (Verve)
- 1974 Norman Granz’ Jazz at the Philharmonic – 1950s (Verve)
- 1989 Jazz at the Philharmonic 1957 – Featuring Ella Fitzgerald (Tax)

Z Charlie’em Parkerem
- 1957 Now’s The Time – The Quartet of Charlie Parker (Verve)

## Odznaczenia i nagrody
- 1989 NEA Jazz Masters Award
- 2005 Doktorat honorowy Berklee College of Music[7]
- 2003 Umieszczenie na Jazzowej Ścianie Sławy (Jazz Wall of Fame) – wyróżnienie przyznane przez Amerykańskie Stowarzyszenie Kompozytorów, Autorów i Wydawców (ASCAP)[3]
- 2008 National Medal of Arts
- 2009 Grammy Lifetime Achievement Award